# خيما رويو لورتي
خيما رويو لورتي (بالإسبانية: Gemma Royo Lorte، ولدت في 20 مارس 1975، سرقسطة، إسبانيا) لاعبة جمباز إيقاعي إسبانية.
حصلت على الميدالية الذهبية في بطولة العالم للجمباز الإيقاعي عام 1991 في أثينا، كما حازت على ميداليتين الذهبيتين بطولات أوروبا للجمباز الإيقاعي.

## إنجازاتها

### بطولة العالم للجمباز الإيقاعي
- 1991 أثينا  اليونان:  ميدالية ذهبية في مسابقة الفرق (Team All-around).
- 1991 أثينا  اليونان:  ميدالية فضية في فئة 6 شرائط (Groups 6 Ribbons).
- 1991 أثينا  اليونان:  ميدالية فضية في فئة 3 كرات + 3 حبال (Groups 3 Balls + 3 Ropes).
- 1992 بروكسل  بلجيكا:  ميدالية فضية في مسابقة الفرق (Team All-around).
- 1992 بروكسل  بلجيكا:  ميدالية برونزية في فئة 6 شرائط (Groups 6 Ribbons).

### بطولة أوروبا للجمباز الإيقاعي
- 1990 غوتنبرغ  السويد:  ميدالية برونزية في مسابقة الفرق (Team All-around).
- 1990 غوتنبرغ  السويد:  ميدالية فضية في فئة 6 شاخص (Groups 5 Clubs).
- 1990 غوتنبرغ  السويد:  ميدالية برونزية في فئة 3 كرات + 3 حبال (Groups 3 Balls + 3 Ropes).
- 1992 شتوتغارت  ألمانيا:  ميدالية ذهبية في مسابقة الفرق (Team All-around).
- 1992 شتوتغارت  ألمانيا:  ميدالية برونزية في فئة 6 شرائط (Groups 6 Ribbons).
- 1992 شتوتغارت  ألمانيا:  ميدالية ذهبية في فئة 3 كرات + 3 حبال (Groups 3 Balls + 3 Ropes).